# Ostkirchenausschuss
Der Ostkirchenausschuss war von 1946 bis 2000 der kirchliche Hilfsausschuss für die Ostvertriebenen. Die Geschäftsstelle war von 1950 bis zur Auflösung in Hannover. 

## Geschichte
1946 konstituiert, wurde der Ostkirchenausschuss 1949 von der Evangelischen Kirche in Deutschland anerkannt. Er war das zentrale Repräsentationsorgan der evangelischen Heimatvertriebenen. Es versammelte die Vertreter der (landsmannschaftlich organisierten) Hilfskomitees, in denen vor allem die Mitglieder der ehemaligen Kirchenleitungen in den Ostgebieten des Deutschen Reiches saßen. Unter dem Dach des Evangelischen Hilfswerks oblag den Hilfskomitees die seelsorgliche und karitative Betreuung der Vertriebenen; sie übten aber keine kirchenregimentlichen Funktionen aus. Als beratendes und subordiniertes Organ wurde der Ostkirchenausschuss vom Rat der Evangelischen Kirche in Deutschland anerkannt, aber kirchenrechtlich nicht aufgewertet.
Als zweites zusammenfassendes Organ neben dem Ostkirchenausschuss wurde 1951 der Konvent der zerstreuten evangelischen Ostkirchen gegründet. Der Ostkirchenausschuss war als Repräsentationsorgan eher mit Kirchenpolitik, der Ostkirchenkonvent eher mit inhaltlichen Fragen befasst. Im Gegensatz zum Ostkirchenausschuss war der Konvent kein subordiniertes Organ der EKD, sondern ein freier eingetragener Verein. Zwischen beiden Gremien bestanden große personelle Überschneidungen.
1995 arbeitete der Ostkirchenausschuss die Loccumer Erklärung aus, in der die Prinzipien der Ostdenkschrift aufgenommen und die Osteuropaarbeit der EKD berücksichtigt wurde. Ferner wurde an  Flucht und Vertreibung Deutscher aus Mittel- und Osteuropa 1945–1950 erinnert, zugleich wurden die „Verantwortlichen“ aufgerufen, „Vertreibungen und ‚ethnische Säuberungen‘ als menschenverachtende Irrwege der Politik zu erkennen, die nicht zum Frieden [ver]helfen[,] und alles dafür zu tun, dass solche Versuche moralisch und politisch geächtet werden“. Diese Annäherung auf konzeptionellem Weg kam spät, da die hier formulierten Grundsätze schon weithin selbstverständlich geworden waren. Die Beendigung der Arbeit des OKA und dessen Integration in die EKMOE im Jahr 2000 wurde vom vertriebenenpolitischen Sprecher der CDU/CSU-Bundestagsfraktion, Hartmut Koschyk, kritisiert, da „die zahllosen evangelischen Christen, die sich in grenzüberschreitender Versöhnungs- und Verständigungsarbeit engagieren, hierbei auch den Beistand ihrer Kirche erwarten“ und weil im östlichen Europa „das kulturelle Erbe der Deutschen gerade auch von Angehörigen der jüngeren Generation wieder entdeckt wird“. Auch durch diese Kritik konnte aber letztlich die Beendigung der Tätigkeit des OKA nicht verhindert werden.
Um die kirchliche „Mittel- und Osteuropaarbeit“ zu bündeln, wurde der Ostkirchenausschuss auf Beschluss des Rates der EKD in die 1992 gebildete Evangelische Kommission für Mittel- und Osteuropa (EKMOE) in der EKD integriert. Seine Arbeit war damit beendet.

## Mitglieder
Laut Beschluss des Rates der EKD vom 10./11. Oktober 1946 umfasste der Ostkirchenausschuss ursprünglich sechs Mitglieder. Nach der Geschäftsordnung vom 1. Juli 1949 wie auch in der Neufassung vom 20. März 1981 war für eine Änderung der Zusammensetzung eine Zweidrittelmehrheit im Ausschuss notwendig. Darüber hinaus wurde eine Obergrenze von 8 Mitgliedern festgelegt. Durch die Einladung von (ständigen) Gästen lag die Zahl der Teilnehmer an den Sitzungen allerdings vor allem später deutlich höher, meist bei 13 Personen und mehr.